# Система на Хорнбостел-Закс
Системата на Хорнбостел-Закс е класификация на музикалните инструменти, предложена от Ерих Мориц фон Хорнбостел и Курт Закс и за първи път публикувана в германското списание Zeitschrift für Ethnologie през 1914 г. Това е най-широко използваната система за класификация на музикалните инструменти в сравнителната музикология и органология.
Системата на Хорнбостел-Закс се основава на предложената в края на 19 век класификация на музикалните инструменти от Виктор Маийон (Victor Mahillon), уредник на колекцията на музикални инструменти към Брюкселската консерватория. Системата на Мейлон е една от първите, които класифицират инструментите според това каква част участва в самия процес на звукоизвличане, но е била приложена предимно за инструменти от западната класическа музика.

## Основа на системата
Официално, системата на Хорнбостел-Закс се основава на десетичната класификация на Дюи. Притежава четири главни нива с десетки поднива, определящи около 300 основни категории. Главните нива и съответните главни поднива са:
1. Идиофони — звукът се произвежда преди всичко чрез собствено вибриране, без допълнителни струни, мембрани или въздушни струи. Тази група включва всички ударни инструменти, без барабаните и някои други не-идиофонни ударни инструменти.
  1. Ударни идиофони – идиофони, при които звукоизвличането е чрез удар, например чинели и ксилофони.
  2. Дърпащи се идиофони (ламелофони) – идиофони, които се привеждат във вибрация чрез дърпане – например музикална кутия.
  3. Фрикционни идиофони – идиофони, при които звукоизвличането е чрез триене, например гласхармоника, верофон, даксофон.
  4. Духащи се идиофони – идиофони, който вибрират при движението на струя въздух
2. Мембранофони — звукът се извлича преди всичко чрез вибрирането на опъната еластична мембрана. Тази група включва барабаните и казу.
  1. Ударни барабани – инструменти, при които мембраната се удря ръка, палка или друг инструмент, например повечето барабани.
  2. Струнни барабани – мембраната се удря от вибрациите на струна, прикрепена непосредствено към самата мембрана, например тарол. Някои причисляват тези инструменти към кордофоните.
  3. Фрикционни мембранофони – звукоизвличането е посредством триене на мембраната с ръка, палка, но не и чрез удар.
  4. Пеещи мембранофони – тези инструменти не произвеждат звук сами по себе си, а модифицират готови звуци чрез вибрация на мембраната – например казу.
3. Кордофони — звукът се извлича чрез вибрирането на струна или струни. Тази група включва всички инструменти от западната музика, наричани струнни инструменти, както и някои клавирни инструменти като пиано и клавесин.
  1. Прости кордофони – инструменти, при които има само струни и прагчета. Те могат да имат и резонаторна кутия, но премахването ѝ не прави невъзможно звукоизвличането (макар и звука да се променя). Групата включва инструменти като пиано, кото и др.
  2. Съставни кордофони – акустични или електроакустични инструменти, чиито резонатор е неразривна част от инструмента, както и електрически кордофони с масивно тяло. Това включва повечето западни струнни инструменти — китари, цигулки и арфа.
4. Аерофони – звукът се извлича от вибрациите на въздушна струя, като инструмента сам по себе си не вибрира или използва струни или мембрани.
  1. Неограничени аерофони – инструменти, при които въздушната струя не преминава през самия инструмент.
  2. Духови инструменти – инструменти, при които въздушната струя преминава през инструмента. Тази група включва повечето от духовите инструменти от западната музика, като например флейта, валдхорна.
5. Електрофони – тази група е прибавена впоследствие и включва инструменти, при които звукът се произвежда от електрически управлявани осцилатори.